# 高宮俊諦
高宮 俊諦（たかみや としあき、1947年3月29日 ‐ ）は日本の実業家。株式会社タカミヤ代表取締役会長。

## 概要
福岡県北九州市出身。同社創業者の高宮義諦の長男。立教大学卒業。
2016年（平成28年）2月、代表取締役会長に就任。
日本会議福岡副会長、（公財）日本釣振興会会長、（公財）タカミヤ・マリバー環境保護財団理事長、福岡経済同友会副代表幹事、八幡優良申告法人会理事長、日赤紺綬会八幡部会長、北九州市海釣り公園設置推進協議会会長、紫川にアユを呼び戻す会の会長、日本ボーイスカウト福岡県連北九州西地区協議会会長などを務める。